# 格球山农场
格球山农场是一个位于中华人民共和国黑龙江省黑河市五大连池市的农场，亦是黑龙江省农垦北安管理局所属的一个农场。
格球山农场地处小兴安岭南麓，五大连池风景区北部，面积26000公顷，耕地14100公顷，总人口8600人。

## 行政区划
格球山农场下辖以下单位：
格球山场直社区、格球山农场第一管理区、格球山农场第二管理区、格球山农场第三管理区和格球山农场第四管理区。